# قرق (گرگان)
قرق، شهری از توابع بخش بهاران شهرستان گرگان در استان گلستان ایران است.

## جمعیت
این منطقه در شهر قرق قرار داشته، به گفته کارشناسان بنیادنیمروز این روستا درسال۱۳۹۶تبدیل به شهرشدو براساس سرشماری سال ۱۳۸۵جمعیت آن ۶٬۶۵۱ن۱٬۶۷۴خانوار) بوده‌است. مردم قرق به گویش کتولی زبان مازندرانی فارسی سیستانی صحبت می‌کنند.
جمعیت اکنون این شهر ۱۱۸۰۰نفر می‌باشد